# Jegemen Kazakstan
Jegemen Kazakstan (kaz. Егемен Қазақстан, pol. „Niepodległy Kazachstan”) – kazachski dziennik założony w 1919 roku przez Ministerstwo Informacji i Dialogu Społecznego. Początkowo nazywał się Uszkyn (tłum. „iskra”), w 1937 roku zmieniono nazwę na Socyalistyk Kazakstan (ros. Социалистік Қазақстан, pol. Socjalistyczny Kazachstan), a od 1991 roku wydawany jest pod aktualną nazwą.
Dziennik jest wspierany przez rząd i w całości wydawany w języku kazachskim.